# 青山幸右衛門
青山 幸右衛門（あおやま こうえもん、生没年不詳）は、江戸時代前期の商人。

## 経歴・人物
肥前国有田出身の人物。明暦から寛文年間の頃、伊万里焼を京都で商う。陶器商の壺屋久兵衛に伝えた赤絵の秘法が野々村仁清に漏洩し、京都赤絵が生まれるきっかけになったが、幸右衛門は秘法漏洩の罪で処刑され、久兵衛は発狂したと伝わるが、異説有り。紀海音の浄瑠璃「椀久末松山」などに代表される椀久物のモデルである椀屋久右衛門は、この久兵衛と同一人物とされる。